# Bernard Faÿ
Pour les articles homonymes, voir Fay.
Bernard Faÿ, né le 3 avril 1893 à Paris et mort le 31 décembre 1978 à Tours, est un historien et essayiste français.
Professeur au Collège de France, il se rallie dès 1940 au maréchal Pétain et est administrateur général de la Bibliothèque nationale sous le régime de Vichy. Condamné en 1945 à l'emprisonnement à perpétuité et à l'indignité nationale pour collaboration avec l'occupant allemand, il est gracié en 1959 par le président René Coty.

## Biographie

### Universitaire et homme de lettres
Croix de guerre 1914-1918 reçue à la bataille de Verdun en août 1917, il soutient en 1924 une thèse de doctorat ès lettres sur L'Esprit révolutionnaire en France et aux États-Unis à la fin du XVIIIe siècle (thèse complémentaire : Bibliographie critique des ouvrages français relatifs aux États-Unis (1770-1800)), qui lui vaut le prix Thérouanne. Il est nommé chargé de cours à la faculté des lettres de Clermont-Ferrand avant de devenir professeur dans plusieurs universités. Il est un spécialiste du XVIIIe siècle, particulièrement des rapports entre la France et les États-Unis, ce qui l'a amené à bien connaître la littérature américaine de son époque.
Il enseigne en tant que professeur aux universités de Columbia puis de l'Iowa aux États-Unis et effectuera plus de vingt séjours aux États-Unis durant l'entre-deux-guerres.
Figure du Tout-Paris de l'entre-deux-guerres, il côtoie écrivains, musiciens et artistes tels que Raymond Radiguet, Erik Satie, Francis Poulenc, Eugene McCown, Marc Allégret, Valéry Larbaud, Philippe Soupault, André Gide, Marcel Proust, Jean Cocteau, Tristan Tzara, Paul Morand.
En 1922, il fait ainsi partie du Prix du Nouveau Monde[réf. nécessaire], avec Jean Giraudoux, Jean Cocteau, Jacques de Lacretelle, Paul Morand et Valéry Larbaud.
Il traduit aussi plusieurs romans de Gertrude Stein en français et s'entend avec elle pour qu'elle traduise et préface un recueil de discours du maréchal Pétain.
Il est nommé en 1932 professeur titulaire de la chaire de civilisation américaine au Collège de France. Il est démis de ses fonctions à la Libération, pour faits de collaboration, en septembre 1944.

### Engagement dans la mouvance «nationale» à partir des années 1930
Bernard Faÿ naît dans une famille de tradition monarchiste. Il s'intéresse à l'histoire de la franc-maçonnerie, donne des conférences et publie sur ce sujet, parfois dans des revues royalistes et catholiques, et pour des cercles de droite, tel le Cercle Augustin-Cochin en 1932. Ce qui l'amène à écrire que les « grandes idées de 1789, liberté, égalité, fraternité, souveraineté du peuple » ne sont « pas françaises », « leur origine étant anglaise et maçonnique ».
Il rejoint le camp « national », participe au banquet du Cercle Fustel de Coulanges, proche de l'Action française, en 1935, donne des conférences pour ce cercle et prend part à une de ses réunions contre le 150e anniversaire de la Révolution française en 1939, présidée par Abel Bonnard. En 1939, il donne aussi une conférence sous les auspices de l’Œillet blanc (cercle aristocratique royaliste), présidé encore par Bonnard. Il discourt aussi aux dîners des « Affinités françaises » et rejoint le comité directeur du « Rassemblement national pour la reconstruction de la France » (1936-1937), aux côtés de personnalités de droite comme le général Maxime Weygand, René Gillouin, Gaston Le Provost de Launay ou l'académicien Bonnard, rencontrés aux Affinités françaises.
Il collabore à de nombreux journaux américains et français, tel le New York Times, le Saturday Review, Le Correspondant, Le Figaro, La Revue de Paris ou encore plus à droite, Le Jour. Il soutient le camp franquiste durant la guerre d'Espagne. En 1938, il accepte de répondre aux questions de la presse allemande national-socialiste sur le rapprochement franco-allemand.

### À la Bibliothèque nationale

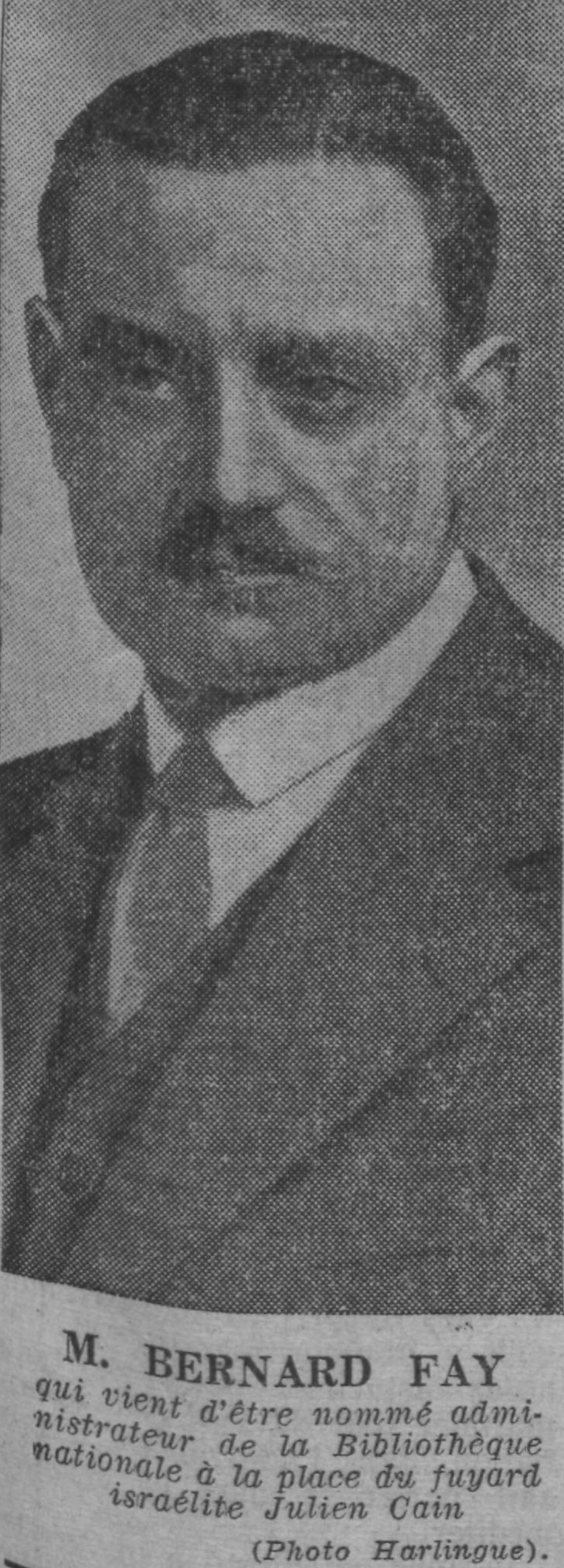
Photographie publiée dans le journal collaborationniste Paris-soir lors de la nomination de Bernard Faÿ comme administrateur de la Bibliothèque nationale à la place du fuyard israélite Julien Cain (12 août 1940).

Bernard Faÿ est nommé administrateur général de la Bibliothèque nationale le 6 août 1940 à la suite de la destitution, par le gouvernement de Vichy, de Julien Cain qui avait quitté la France le 19 juin 1940 à bord du paquebot Massilia.
Il applique au sein de la Bibliothèque nationale les règlements édictés par le maréchal Pétain. Martine Poulain, citant des extraits de l'ouvrage d'Antoine Compagnon, Le Cas Bernard Faÿ détaille notamment son zèle vis-à-vis de l'occupant.
« Directeur du « Musée des sociétés secrètes », en fait service de répression des francs-maçons, le 27 août de la même année, établissements où il semble avoir eu pour habitude de devancer les exigences de l’occupant dit Antoine Compagnon […] Responsable du « Musée des sociétés secrètes » installé dans l’immeuble du Grand Orient saisi, Bernard Faÿ mène en fait une lutte sans merci contre les francs-maçons, pillant les loges, saisissant leurs biens et leurs archives, en zone nord comme en zone sud, avec l’aide de ses hommes de mains (Philippe Poirson, William Gueydan de Roussel), de la police française, mais aussi de la police nazie, sous la direction du lieutenant Moritz (Ernst Moritz Hesse) ». Sa dénonciation du complot judéo-maçonnique semble aux yeux des Allemands suffisamment solide pour que son nom figure dans la liste de noms sélectionnés proposée le 1er mars 1941 par le SD à Otto Abetz, lui-même franc-maçon, pour diriger l’Office central juif.
Il veut donner à la Bibliothèque nationale une véritable place au sein du nouveau régime qu'il soutient totalement. Il organise en novembre 1941, dans le vestibule d'honneur de la rue Richelieu une exposition consacrée au maréchal Pétain. Il remet au Maréchal, en 1943, un rapport où est défini le rôle de la Bibliothèque nationale dans l'effort de redressement national. La Bibliothèque manquant de personnel en ces années de guerre, il engage des vacataires, souvent des journalistes refusant de travailler pour les journaux de la zone occupée, qui permettent de faire tourner les services malgré les difficultés matérielles. Enfin, il s'astreint à un travail de réorganisation administrative, créant notamment le département de la Musique (1942) et développant l'atelier de reliure qui devient un centre technique de reliure (1943).
Pendant ce temps, Julien Cain, son prédécesseur, est revenu en France à Marseille, puis à Clermont-Ferrand et Vichy, puis en zone occupée à Paris, où il est arrêté par les Allemands, avant d'être déporté en Allemagne au camp de Buchenwald puis libéré le 11 avril 1945.
Sous sa direction, « la B.N. devint donc très vite un instrument non seulement docile mais même pionnier de la Révolution nationale ». Une « Bibliothèque d'histoire de la France contemporaine » (BHFC), instituée au sein de la BN au début de 1941 sous la direction d'Adrien Dansette, est chargée de l'étude des documents qui ont été confisqués dans les loges maçonniques interdites. 64 000 noms de maçons sont fichés par « l'équipe des sociétés secrètes ». 18 000 noms sont publiés à partir d'août 1941. 3 000 fonctionnaires perdent alors leur emploi.

### Archives de la franc-maçonnerie

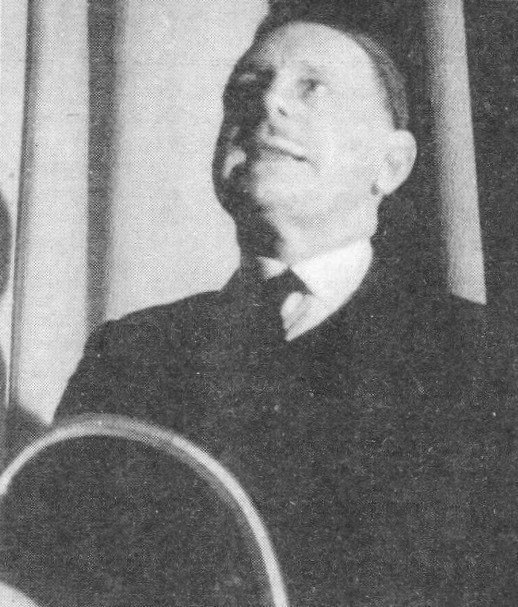
Bernard Faÿ donnant une conférence sur Le rôle de la franc-maçonnerie dans la Révolution de 1789, le 11 janvier 1943, au théâtre des Ambassadeurs. Les Documents maçonniques n° 4, janvier 1943.

Bernard Faÿ joue un rôle majeur dans la politique anti-maçonnique de Vichy qui considère que la franc-maçonnerie a une influence négative sur la France. Bernard Faÿ appartient au courant monarchiste et contre-révolutionnaire qui se reconnaît dans le discours passéiste et rural de Vichy qui veut remédier à ce qu'il perçoit comme le déclin de la France. Après les mesures d'interdiction du Grand Orient de France et des autres sociétés secrètes, il est nommé chef du Service des sociétés secrètes (SSS), chargé de recueillir, de classer et d'étudier toutes les archives saisies dans les loges. Ce service travaille en collaboration avec le SD allemand. Selon la propagande du régime de Vichy, les francs-maçons auraient été l'une des causes de la défaite de 1940. D'après l'Action française, ils auraient participé à un « complot » réunissant « le juif, le protestant, le maçon et le métèque » aussi nommé Anti-France.
Pour lutter contre ce qu'il considère comme un « parasite monstrueux », il publie pendant quatre ans une revue, Les Documents maçonniques (avec comme rédacteur en chef le catholique traditionaliste Robert Vallery-Radot), qui cherche à démontrer la désastreuse influence de la franc-maçonnerie sur la France. Il fait tourner un film et donne des conférences, par exemple, le 11 janvier 1943, sur Le rôle de la franc-maçonnerie dans la révolution de 1789, au théâtre des Ambassadeurs, sous la présidence de l’amiral Platon, représentant officiel du maréchal Pétain, événement annoncé dans Je suis partout. Il organise également une grande exposition au Petit Palais en octobre-novembre 1941 et crée à Paris un musée permanent des sociétés secrètes. Il entreprend surtout de répertorier tous les anciens francs-maçons dans un gigantesque fichier de près de 60 000 noms, qui sert notamment à exclure les anciens maçons de la fonction publique. Il comptera parmi ses collaborateurs Albert Vigneau,. À la Libération, le bilan s'élève à environ un millier de francs-maçons français éliminés par les Allemands, soit par exécution, soit par déportation en camp de concentration, au seul titre de leur combat dans la Résistance .
Il est décoré de l'ordre de la Francisque.

### Arrestation
Il est arrêté le 19 août 1944 dans son bureau, à la Bibliothèque nationale par un peloton FFI mis en place par Andrée Jacob. Il prétend n'avoir fait qu'obéir aux ordres qui lui étaient donnés et avoir même aidé à cacher les employés juifs de la Bibliothèque nationale. Le tribunal le condamne aux travaux forcés à perpétuité, à la confiscation de ses biens et à l'indignité nationale. Gertrude Stein et Alice B. Toklas interviennent vainement en sa faveur, convaincues qu'il leur a sauvé la vie pendant l'Occupation. Après la mort de Gertrude Stein, en juillet 1946, Alice B. Toklas continue d'intercéder pour obtenir la grâce de Faÿ.

### Gertrude Stein
La réalité de son rôle, ou du moins son importance exacte, dans la relative protection dont Gertrude Stein et Alice Toklas bénéficièrent est remise en cause par les spécialistes de Gertrude Stein, notamment Edward Burns et Janet Malcolm. Dans plusieurs articles du New Yorker, tout comme en 2007 dans l'ouvrage Two Lives: Gertrude and Alice, Janet Malcolm réexamine les faits.
Philippe Blanchon mentionne les faits suivants dans sa biographie de Gertrude Stein :

« Elles résidaient en fait dans une maison qu'elles louaient depuis plusieurs années à Belley (Ain), [...] se sentant en sécurité du fait de leur amitié avec Faÿ [...]. En fin 1942, les deux femmes furent soudainement mises en demeure de quitter cette maison, et elles durent à la baronne Pierlot, proche de Paul Claudel, de pouvoir se reloger à Culoz (Ain), dont le maire Justin Rey s'engagea à les protéger, et où elles ne furent pas inquiétées. [...] Faÿ a affirmé ensuite qu'alerté par Picasso, il était intervenu pour protéger l'appartement parisien de Gertrude Stein, rue Christine, et son contenu, deux semaines avant le départ des troupes allemandes de Paris [...]. Devant ce risque, une certaine Katherine Dudley, secrétaire du relieur qui occupait le rez-de-chaussée de l'immeuble, fit changer les serrures, sans que l'on sache si cette mesure élémentaire de protection a suffi seule à préserver la collection, que sa propriétaire retrouva quasiment intacte mi-décembre 1944. »

### Dernières années
Alors qu'il est soigné à l'hôpital d'Angers en 1951, Faÿ parvient à s'échapper « dans un vêtement d'ecclésiastique » et à quitter la France pour trouver refuge en Suisse à Fribourg, où il réside à la Villa Saint-Jean et enseigne au collège Saint-Michel. Il enseigne également l’histoire antique au collège Champittet, à Pully, dirigé par les chanoines du Saint-Bernard. 
Il est gracié en 1959 par le président René Coty. Il meurt à Tours en 1978, sans avoir cessé de publier des études littéraires et historiques. Une messe de requiem est célébrée à Paris, en l'église Saint-Nicolas-du-Chardonnet, par François Ducaud-Bourget, en présence de Marcel Lefebvre.

## Publications

### Histoire et histoire littéraire
- 1925 : Bibliographie critique des ouvrages français relatifs aux États-Unis (1770-1800), Paris, Librairie Ancienne Edouard Champion
- 1925 : L'esprit révolutionnaire en France et aux États-Unis à la fin du XVIIIe siècle, Paris, Librairie Ancienne Edouard Champion, prix Thérouanne de l'Académie française
- 1925 : Panorama de la littérature contemporaine, Paris, Editions du Sagittaire
- 1926 : L’Empire américain et sa démocratie en 1926, Paris, article dans Le Correspondant, tome 267, n° 1526.
- 1927 : Faites vos jeux, Paris, Grasset.
- 1928 : Vue cavalière de la littérature américaine contemporaine, article dans la Revue hebdomadaire, 12 et 19 mai 1928.
- 1929 : Benjamin Franklin, bourgeois d'Amérique, Paris, Calmann-Levy, 315 pages, prix Marcelin Guérin de l'Académie française en 1932.
- 1931 : Benjamin Franklin, citoyen du monde, Paris, Calmann-Levy, 288 pages.
- 1930 : Essai sur la poésie, article dans la Revue européenne, août-septembre 1930.
- 1932 : George Washington, gentilhomme, Paris, Bernard Grasset, 300 pages.
- 1933 : Roosevelt et son Amérique, Paris, Librairie Plon, 287 pages.
- 1935 : La Franc-maçonnerie et la révolution intellectuelle du XVIIIe siècle, Paris, Edition de Cluny, 286 pages.
- 1937 : Les forces de l'Espagne : voyage à Salamanque, Paris, S.G.I.E.
- 1939 : Civilisation américaine, Paris, Editions du Sagittaire, 299 pages.
- 1939 : L’Homme, mesure de l'histoire. La recherche du temps, Paris, Labergerie
- 1943 : L’Agonie de l'Empereur (récit historique), Paris, Éditions Fernand Sorlot, 91 pages.
- 1952 : De la prison de ce monde, journal, prières et pensées (1944-1952), Éditions du Sapin Vert, 187 pages, rééd. Paris, Plon, 1974.
- 1954 : Pensées, Maximes et Apophtegmes choisis par M. Elphège du Croquet de l'Esq, Paris, Éditions du Conquistador, 92 pages
- 1959 : La grande révolution, Paris, Librairie Académique Perrin, 476 pages.
- 1961 : L’École de l'imprécation ou Les Prophètes catholiques du dernier siècle (1850-1950), Vitte
- 1961 : Louis XVI ou la fin d'un monde, Paris, Librairie Académique Perrin, 378 pages.
- 1962 : L'aventure coloniale, Paris, Librairie Académique Perrin, 602 pages.
- 1965 : Naissance d'un monstre, l'opinion publique, Paris, Librairie Académique Perrin, 443 pages.
- 1966 : Les Précieux, Paris, Librairie Académique Perrin, 307 pages.
- 1969 : La Guerre des trois fous, Hitler, Staline, Roosevelt, Paris, Librairie Académique Perrin, 443 pages.
- 1970 : L’Église de Judas ?, Paris, Plon.
- 1970 : Beaumarchais ou les Fredaines de Figaro, Librairie Académique Perrin, 415 pages.
- 1974 : Jean-Jacques Rousseau ou le Rêve de la vie, Paris, Librairie Académique Perrin, 395 pages.
- 1978 : Rivarol et la Révolution, Paris, Librairie Académique Perrin, 290 pages.

### Préfaces
- Le duc de Montmorency-Luxembourg, premier baron chrétien de France, fondateur du Grand Orient : sa vie et ses archives de Paul Filleul

### Interview
- C'est très probablement lui qui organise le long interview de Henry-Haye, ambassadeur de Vichy auprès des États-Unis, édité chez Plon en 1972, sous le titre La grande éclipse franco-américaine.

### Sous pseudonyme
Bernard Faÿ a utilisé le nom de plume d’Elphège du Croquet de l’Esq pour signer un ouvrage :
- Pensées, maximes et apophtegmes choisis des moralistes français et étrangers à l’usage de la jeunesse studieuse (1954) paru chez Du conquistador en 1957 et préfacés par… Bernard Faÿ.

### Traductions
- 1933 : co-traduction et préface de Gertrude Stein, Américains d'Amérique, histoire d'une famille américaine
- 1934 : traduction de Gertrude Stein, Autobiographie d'Alice Toklas